# Alfred Vogel (Unternehmer)

Alfred Vogel (ca. 1960)

Alfred Max Vogel (* 26. Oktober 1902 in Aesch BL; † 1. Oktober 1996 in Feusisberg; heimatberechtigt in Aesch) war ein Schweizer Heilpraktiker und Pharma-Unternehmer.

## Leben

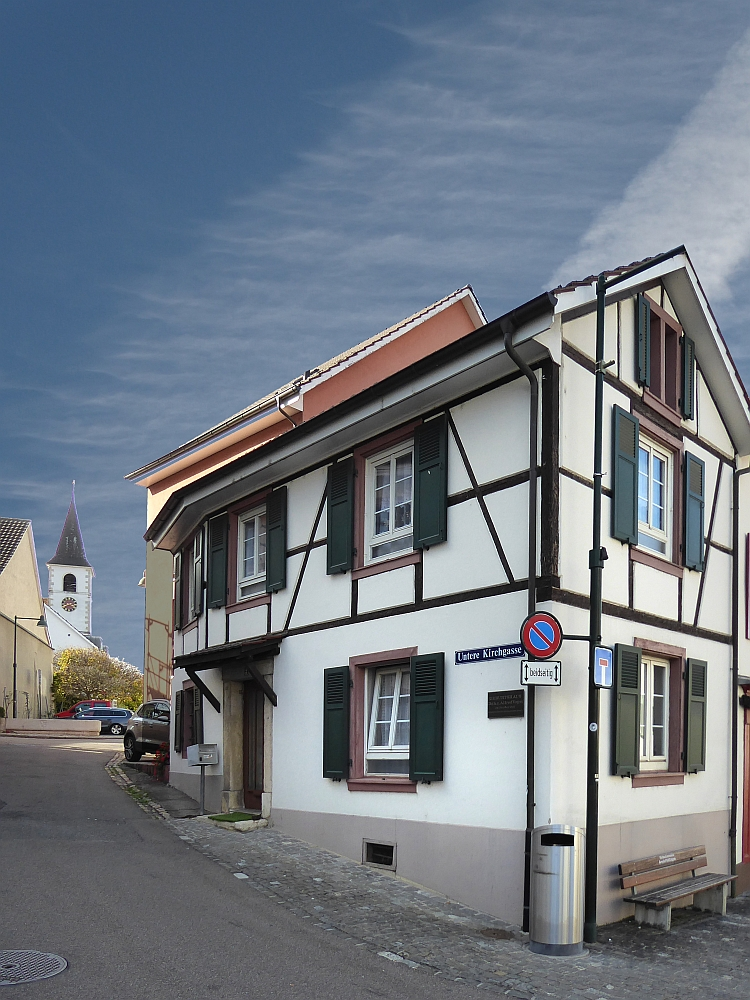
Geburtshaus von Alfred Vogel an der unteren Kirchgasse in Aesch

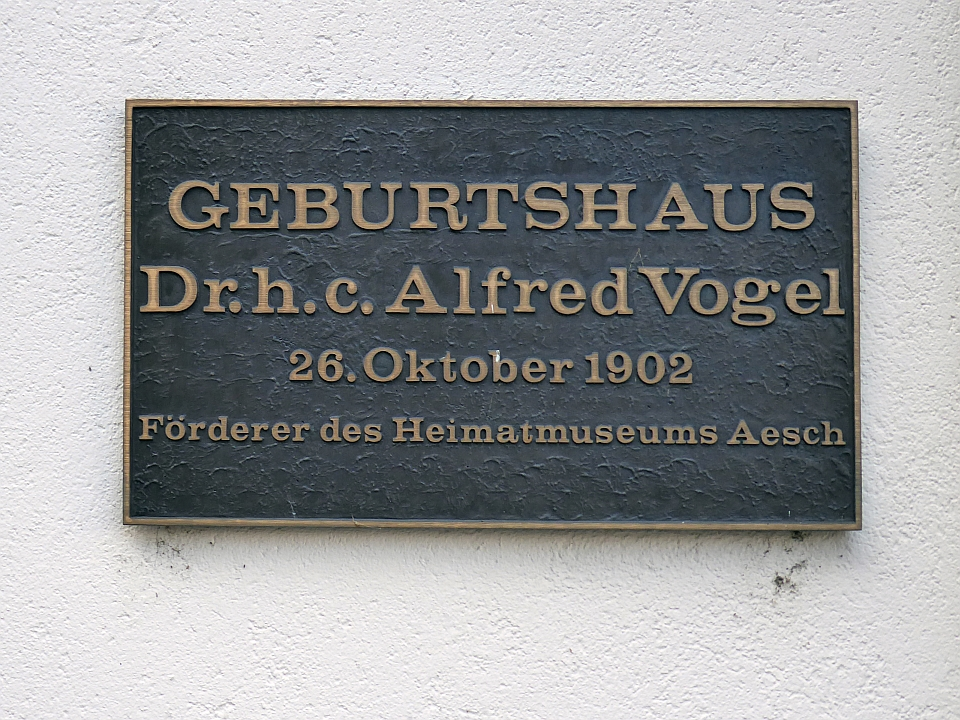
Informationstafel am Geburtshaus von Alfred Vogel in Aesch

Alfred Max Vogel war ein Sohn von Achilles Vogel, Friseur und Bader, und Josephina Bohrer; er hatte einen älteren Bruder und zwei Schwestern. Er ging in Therwil zur Schule und absolvierte eine kaufmännische Lehre. Nach eigenen Angaben erlernte Alfred Vogel zudem heilkundliche Grundlagen über seine Heimat von seinem Vater und seiner kräuterkundigen Grossmutter.
Um 1920 soll Vogel in Basel eine Kolonialwaren- und Kräuterhandlung gegründet haben. Gesichert ist sein erstes Geschäft als Kolonialhaus Helios 1923, umbenannt 1924 als Spezialgeschäft für Naturheilkunde bzw. für Lebensreform; danach Kräuter-Drogerie und Reformhaus. In dem Kolonialladen vertrieb er neben eingekauften Handelsmarken bereits Kaffees, Tees, Kräuterpastillen oder Shampoos unter dem eigenen Markennamen Avoba (A. Vogel Basel). 1927 heiratete Vogel die Volksschullehrerin Sophie Sommer; dieser Ehe entsprangen die Töchter Ruth und Maya. Das erfolgreiche Geschäft erlaubte ihm Umbauten, Expansion um weitere Läden in Bern, Solothurn und Zürich sowie einen Neubau 1929 in Basel. Das Basler Reformhaus leitete er bis 1932; danach zog er selbst nach Speicher. Die Reformhäuser in Bern und Basel konnte er bis in die 1960er Jahre halten.
1933 begann Alfred Vogel eine Fortbildung zum Naturarzt und wurde schliesslich in die schweizerische Naturärzte-Vereinigung (NVS) aufgenommen. Ab 1935 führte Vogel in Trogen ein Diät-Kurhaus, wo er als Ernährungstherapeut praktizierte. Ergänzt wurde dieses um ein Wohn-, Kur- und Kinderheim mit einer Kapazität von 15 Personen, welches er ab 1937 im benachbarten Teufen betrieb. In dieser Zeit begann Vogel auch selbst mit der Landwirtschaft, um die Grundlage seiner Naturprodukte zu sichern. In bescheidenem Umfang begann er ab 1937 in Teufen mit der Verarbeitung von Gemüsen und Kräutern zu Frischpflanzen-Presssäften; diese Unternehmung, das „Laboratorium Bioforce“, verlegte er 1942 in sein neues Wohnhaus in Teufen und dann 1950 in ein eigenes Produktionsgebäude. Ebenfalls 1950 erfolgte seine erste Reise in die USA nach New York City.
Dank geschäftlicher und publizistischer Erfolge gründete Vogel 1953 zwei deutsche Ableger für sein Geschäft, die Firmen A. Vogel Biologische Heilmittel GmbH und die Biosan GmbH, letztere in Krailingen. 1957 übergab Vogel das Alltagsgeschäft seines Bioforce-Laboratoriums an den befreundeten Naturarzt Willi Reimelt. Vogel selbst bereiste nun vorzugsweise die Welt: 1958 betrieb er eine Weile eine Farm in Tarapoto (Peru); im Folgejahr erfolgten Reisen durch Brasilien, Kolumbien und die Staaten Mittelamerikas sowie Besuche bei den Sioux, auf deren Häuptling Black Elk Vogel sich oft als Bezugsquelle des Purpur-Sonnenhuts berief, welchen er für Heilmittel verwendete. Es folgten später weitere Reisen durch die Welt, vor allem um die medizinische Praxis in anderen Kontinenten zu studieren. Besonderes Augenmerk legte er dabei auf „Naturvölker“; die gewonnenen Erkenntnisse publizierte Vogel in seinen Gesundheits-Nachrichten, die ein breites Publikum im deutschsprachigen Raum fanden. 1969 reiste Vogel durch Afrika und veröffentlichte über die Tropen einen Naturheilratgeber; 1979 bereiste er Australien, Neuseeland und Tasmanien.
Die wachsende Nachfrage nach den von ihm vertriebenen Naturprodukten führte 1963 zur Gründung der Firma Bioforce AG (seit 1. Januar 2020: A. Vogel AG) in Roggwil (Kanton Thurgau), womit Vogel nun ein eigenes Pharmaunternehmen betrieb. Diese produziert und vertreibt bis heute seine Naturheilprodukte, vor allem Frischpflanzensäfte und -extrakte. Die Firma ist auch im Sinne von Vogels Philosophie des möglichst „naturbelassenen“ Produkts weiterhin in der Entwicklung neuer Präparate und Nahrungsergänzungsmittel tätig.
Für seine Lehren bevorzugte Vogel ab den 1970er Jahren bevorzugt den Begriff der „Pythotherapie“. 1984 gründete er eine Stiftung in seinem Namen, die seit 1997 den nach ihm benannten Alfred-Vogel-Preis für traditionelle Pflanzenheilkunde und wissenschaftliche Phytotherapie vergibt.
Alfred Vogel zog sich offiziell 1990 aus dem aktiven Geschäftsleben zurück, auch wenn er weiterhin im Hintergrund Einfluss auf seine Unternehmungen ausübte. Im Jahr 1991 wurde das Alfred-Vogel-Museum in seinem ehemaligen Wohnhaus in Teufen eröffnet; bereits ab 1976 beherbergte auch das damals neu eingerichtete Heimatmuseum in Aesch eine Sammlung mit Material von Alfred Vogel.

## Schriften und Lehren
Bereits in seinen frühen Publikationen, zuerst in Einzelschriften des eigenen Avoba Verlags um 1926, dann ab 1929 im eigenen Verlag Das neue Leben warnte Vogel stets vor der modernen Lebensmittelindustrie und deren „chemisch-mechanische Präparationsprozesse“; er propagierte stattdessen die Rückkehr zu unverfälschten Naturprodukten.
Die Monatsschrift Das neue Leben für Naturheilkunde und natürlich gesundes Leben gab Vogel von 1929 bis 1931 heraus; die anhaltende Wirtschaftskrise zwang ihn dann 1932, diese Zeitschrift vorübergehend einzustellen. 1941 gründete er den A. Vogel Verlag und gab in unregelmässigen Abständen die A.Vogel Gesundheits-Nachrichten heraus. Ab 1943 erschien diese Zeitschrift monatlich; nach Vogels Tod übernahm seine Frau die Rolle als Herausgeberin. Die Zeitschrift erscheint auch heute zehn Mal pro Jahr mit einer Auflage von rund 29.000 Exemplaren.
Alfred Vogels Hauptwerk, Der kleine Doktor (erschienen 1952) ist nach eigenen Angaben mittlerweile in zwölf Sprachen zwei Millionen Mal verkauft worden. Vogel’s plant remedies sind auch in den USA häufig gebrauchte alternative Heilmittel. Vogel pries in seinem Werk Hausmittel aus pflanzlichen (unter anderem: Beeren, Brennnesseln, Hafer, Kohl, Karotte, Löwenzahn, Meerrettich, Weizen) wie auch aus tierischen Produkten (Eiklar, Fleisch, Honig, Milch, Molke und andere) in der äusseren und inneren Anwendung bei bestimmten Symptomen.
Vogel war davon überzeugt, dass die meisten Krankheiten durch falsche Ernährung entstehen oder begünstigt werden: «Man ist, was man isst.» Er empfahl eine Ernährung mit einem möglichst hohen Anteil an frischem Obst und Gemüse, sowie eine ausgeglichene Lebensweise in Respekt vor der Natur, um Krankheiten vorzubeugen anstatt sie später heilen zu müssen. Das Zusammenwirken von gesunder Lebensweise, natürlichen Heilmitteln und gesunder Ernährung stand für ihn im Zentrum. Seine Schriften gaben daher auch allgemeine Hinweise zu natürlichen Körperfunktionen und Körperpflege, zu Erziehung und zu anderen Alltagsfragen, welche nach Vogels Ansicht besonderen Einfluss auf die Gesundheit haben. Dabei stützte sich Vogel insgesamt mehr auf einen heuristischen als auf einen streng empirischen Ansatz der Erkenntnisgewinnung. Alfred Vogel soll zeitlebens tief religiös gewesen sein, der seinen Ideen zugrundeliegende Gottesbezug spielt in seinen Schrift jedoch bestenfalls eine untergeordnete Rolle.
Neben Pfarrer Johann Künzle war er der erfolgreichste Schweizer Naturheilkundler des 20. Jahrhunderts, wobei er sich im Gegensatz zu diesem um eine Anerkennung naturheilkundlicher Erkenntnisse durch die akademische Medizin bemühte.

Alfred Vogel bei der Entgegennahme der Priessnitz-Medaille der Deutschen Heilpraktiker-Gesellschaft (1982)

## Ehrungen
- 1952: Ehrendoktorwürde für medizinische Botanik der Universität Kalifornien, Los Angeles[5]
- 1982: Priessnitz-Medaille der Deutschen Heilpraktiker-Gesellschaft
- 1984: Ehrenmitgliedschaft der Schweizerischen Ärztegesellschaft für Erfahrungsmedizin (SAGEM)[5]

## Publikationen
- Kleiner Wegweiser für Lebensreform (1925)
- Die Nahrung als Heilfaktor (1935)
- Das neue Leben (Zeitschrift, 1929–1932)
- Harmonisches und unharmonisches Geschlechtsleben (1948)
- Der kleine Doktor (1952, aktuell: 74. überarbeitete Auflage 2020)
- Die Leber als Regulator der Gesundheit (1960, Neuauflage 2019 unter dem Titel Die Leber reguliert die Gesundheit)
- Gesundheitsführer durch südliche Länder, Subtropen, Tropen und Wüstengebiete (1972)
- Krebs – Schicksal oder Zivilisationskrankheit? (1982)
- Die Natur als biologischer Wegweiser (1983)
- A. Vogel Gesundheits-Nachrichten. Zeitschrift für natürlich gesundes Leben (1942 ff.)